# Ibara (artiste)
 (octobre 2010).
Si vous disposez d'ouvrages ou d'articles de référence ou si vous connaissez des sites web de qualité traitant du thème abordé ici, merci de compléter l'article en donnant les références utiles à sa vérifiabilité et en les liant à la section « Notes et références ».
Pour les articles homonymes, voir Ibara.
Ibara est un artiste français né en 1950, créateur dès 1980 de spectacles de peintures en direct sur toiles géantes, accompagnés de musique.

## Biographie
Les spectacles d'Ibara sont énergiques, basés sur des performances physiques, picturales et musicales. Le but étant de faire comprendre au spectateur l'origine de l'humanité.

## Dates majeures
En dehors de ses spectacles, Ibara présente un travail d'atelier d'une créativité variée (peintures, dessins, illustrations, caricatures, etc.).

### Avant guerre de 1990
- 1974-75-78 Finaliste du concours international de dessin "Pierre David Weill" (Beaux Arts, Paris).
- 1978 Exposition Galerie Entremonde (Paris), Finaliste du prix de peinture Henri de Kerouredan (Paris).
- 1980 Exposition Galerie Harmonie des Arts (Paris).
- 1981-82-83 Nombreuses expositions de groupe.
- 1984 Exposition des « Objets Noirs d'Ibara » (Foire de Paris).
- 1985 Commande Ville de Paris et Commission des Arts Sacrés : restauration de l'Autel de la Vierge et création de panneaux muraux (Église Saint-Lambert de Vaugirard, Paris).
- 1986 Premières créations de spectacles de peinture en direct sur grands formats accompagné de musiciens (plusieurs villes de France).
- 1987 Tournée en C.E.I.
- 1988 Tournée au Japon, Commande d'un bas-relief monumental de 80mx5m (ville de Houilles).
- 1989 Création d'un spectacle "État d'alerte" pour le Bicentenaire de la Révolution Française.

### Années 1990'
- 1990 Spectacle à l'U.N.E.S.C.O. (Paris), Nuit des Jeunes Créateurs (Paris).
- 1991 "La Peinture de l'Extrême", création en direct d'une fresque monumentale de 750 m² pendant 24h (Paris).
- 1992 Plusieurs spectacles lors du Printemps de Bourges et exposition de travaux d'atelier à la Maison de la Culture (Bourges, France).
- 1993 Tournée en Allemagne (Mainz, Dortmund, Munich, Cologne…).
- 1994 "Route de la Liberté Leclerc" : course à pied, vélo et peinture pour le Cinquantenaire de la Libération de la France avec le parrainage du Ministère des Armées.
- 1995 Tournée aux États-Unis dans plusieurs états (Birmingham, Miami, Porto Rico…).
- 1996 25e anniversaire de DISNEY WORLD (États-Unis) avec trois orchestres internationaux de Jazz, "Cherry Creek Art Festival" à Denver (Colorado, États-Unis), "Batille Day" à Miami (Floride, États-Unis).
- 1997 BATIMAT(Paris), "Main Sreet Art Festival" à Dallas (Texas, États-Unis).
- 1998 Tour de France cycliste 98 : un spectacle par étape pour le Crédit Lyonnais, Post criterium du Luxembourg.
- 1999 Tournée en France avec Philippe Candeloro, plusieurs shows à Cologne (Allemagne), Festival "The Celebration of Art" à Midland (Texas, États-Unis), Festival ONZE (Bataclan, Paris), Gala d'Ouverture PEPSI CENTER à Denver (Colorado, États-Unis), Évènement SNCF(Paris).

### Années 2000'
- 2000 "Arts en Scène" à Soissons, Exposition Spectacle et 2CV Citroën détournées en Œuvre d'Art, Journée du Patrimoine à Noisy-le-Grand : performance spectacle de 2 heures sur le thème de l'Architecture, Exposition (peintures - dessins).
- 2001 Évènement "Fête Laïque" (100 Ans des Associations).
- 2002 Happy birthday S.B.B. (100 ans) en Suisse, création en direct d'une peinture sur une locomotive grandeur nature.
- 2003 Plusieurs expositions de son travail d'atelier (peintures et dessins), Opéra Pictural lors d'une tournée aux Caraïbes pour la Société Orange.
- 2004-05-06 21 shows à Dubaï (Émirats arabes unis), tournée de 11 dates en France pour la société OKI, Téléthon 2005 à l'Hôtel de Ville de Paris, nombreux événements privés (Boiron, Novartis, BNP Paribas…), 13 shows pour le lancement de la 407 Peugeot, shows pour Cadillac à Beyrouth (Liban)...

## Divers
Ibara a présenté son spectacle à travers le monde entier lors d'évènements privés, pour des grandes sociétés de renommée internationale et lors de grandes manifestations sportives.
Aux États-Unis, Ibara est appelé "The extreme Painter"
Médias
Ibara a également participé à de multiples émissions de télévision.